# SM UB-56
SM UB-56 – niemiecki okręt podwodny typu UB III zbudowany w stoczni AG Weser (Werk 268) w Bremie w roku 1917. Zwodowany 11 maja 1917 roku, wszedł do służby w Kaiserliche Marine 19 lipca 1917 roku. W czasie swojej służby SM UB-56 odbył 4 patrole, w czasie których zatopił 4 statki o łącznej pojemności 5387 BRT.

## Budowa
SM UB-56 był dziewiątym z typu UB III, który był następcą typu UB II. Był średnim okrętem przeznaczonym do działań przybrzeżnych, o prostej konstrukcji, długości 55,3 metra, wyporności w zanurzeniu 651 ton, zasięgu 9040 Mm przy prędkości 6 węzłów na powierzchni oraz 55 Mm przy prędkości 4 węzłów w zanurzeniu. W typie III poprawiono i zmodernizowano wiele rozwiązań. Zwiększono moc silników Diesla do 1085 KM produkcji MAN SE, silników elektrycznych produkcji Siemens-Schuckert do 780 KM.

## Służba
9 sierpnia 1917 roku (w dniu przyjęcia okrętu do służby) dowódcą jednostki został mianowany porucznik marynarki (niem. Oberleutnant zur See) Hans Valentiner, który wcześniej był dowódcą okrętu SM UC-71. Jednostka 10 września 1917 roku została przydzielona do służby we Flotylli Flandria (niem. U-Bootflottille Flandern).
W czasie swojej służby w Cesarskiej Marynarce Wojennej odbył cztery patrole, w czasie których zatopił cztery jednostki o łącznej pojemności 5387 BRT.
Pierwszą zatopioną przez UB-56 jednostką był niewielki brytyjski statek o napędzie parowym SS „Atlas” o pojemności 989 BRT. Statek został zbudowany w 1903 roku w norweskiej stoczni Fredrikstad Mekaniske Verksted A/S – FMV dla norweskiego armatora Hanssen Bernhard (A/S Atlantis). Od 1917 roku pływał dla The Shipping Controller (W. Coupland & Co.) z Londynu. 13 listopada 1917 roku, czasie podróży z ładunkiem węgla z Warkworth do Rouen, został zatopiony 5 mil na południowy wschód od latarniowca Owers LV. Tego samego dnia UB-56 zatopił jeszcze jeden brytyjski statek handlowy. Był to zbudowany w 1909 roku parowiec „Axwell” o pojemności 1442 BRT. Statek należący do Broomhill Collieries, Ltd. (H. Coates) z West Hartlepool płynął także z ładunkiem węgla i tą samą trasą co wcześniej zatopiony „Atlas”. W wyniku ataku śmierć poniosło 3 członków załogi.
Trzecią jednostką zatopioną przez UB-56 był hiszpański statek parowy „Lalen Mendi” o pojemności 2183 BRT. Był to zbudowany w 1896 roku w stoczni Richardson, Duck & Co. Ltd. z Thornaby-on-Tees dla niemieckiego armatora Freitas & Co. Od 1909 roku statek należał do hiszpańskiej firmy Sota y Aznar z Bilbao. Statek płynął z ładunkiem węgla z Middlesbrough. 17 listopada został storpedowany i zatopiony 5 mil na południowy wschód od Beachy Head. Śmierć poniosło 5 członków załogi.
Ostatnią zatopioną jednostka przez okręt UB-56 był francuski parowiec „Maine” o pojemności 773 BRT. 21 listopada 1917 roku statek zbudowany w 1910 roku w Atel. & Chant. de la Loire w Saint-Nazaire płynął dla Chemins de Fer de l'État Français z Dieppe. Został storpedowany i zatopiony na pozycji 50°16′N 0°43′E/50,266667 0,716667.
19 grudnia 1917 roku w Cieśninie Kaletańskiej, okręt wszedł na minę na pozycji 50°58′N 1°21′E/50,966667 1,350000. Nikt z załogi nie przeżył.